# 수소 ATV 콘셉트카
기존 엔진 구동 ATV 콘셉트카를 수소 동력으로 대체한 차량이다.

## 상세
2023년 9월 5일, 폴란드 키엘체 전시센터에서 열린 폴란드 국제 방위산업 전시회(MSPO 2023)에서 공개했다. 기아가 모하비에 적용한 프레임을 기반으로 개발한 수소 ATV(수소동력 경전술차량) 콘셉트카이다. 수소연료전지를 동력장치로 갖추고 있어 저소음 기동을 통해 안전한 임무 수행이 가능하다. 또 친환경 정책에 선제적으로 대응할 수 있다.

## 같이 보기
기아
현대자동차그룹